# پاپه ان‌داو
پاپه ان‌داو (انگلیسی: Pape N'Daw؛ زادهٔ ۲۶ اکتبر ۱۹۹۳) بازیکن فوتبال اهل سنگال است.
از باشگاه‌هایی که در آن بازی کرده‌است می‌توان به دینامو بخارست اشاره کرد.